# Savoia 1908 SSD
Savoia 1908 Società Sportiva Dilettantistica, zkráceně jen Savoia je italský fotbalový klub hrající v sezóně 2024/25 ve 4. italské fotbalové lize sídlící ve městě Torre Annunziata v regionu Kampánie.

## Změny názvu klubu
- 1908 – 1927/28 – US Savoia (Unione Sportiva Savoia)
- 1928/29 – 1929/30 – Savoia (Savoia)
- 1930/31 – 1935/36 – FS Savoia (Fascio Sportivo Savoia)
- 1936/37 – AC Torre Annunziata (Associazione Calcio Torre Annunziata)
- 1937/38 – ST Annunziata (Spolettificio Torre Annunziata)
- 1938/39 – 1942/43 – US Savoia (Unione Sportiva Savoia)
- 1945/46 – Ilva Torrese (Ilva Torrese)
- 1946/47 – 1954/55 – US Torrese (Unione Sportiva Torrese)
- 1955/56 – 1962/63 – US Savoia (Unione Sportiva Savoia)
- 1963/64 – 1969/70 – AP Savoia (Associazione Polisportiva Savoia)
- 1970/71 – 1977/78 – AP Savoia 1908 (Associazione Polisportiva Savoia 1908)
- 1978/79 – 2000/01 – AC Savoia 1908 (Associazione Calcio Savoia 1908)
- 2001/02 – FC Intersavoia (Football Club Intersavoia)
- 2002/03 – 2003/04 – SS Savoia (Società Sportiva Savoia)
- 2004/05 – 2009/10 – FC Savoia 1908 (Football Club Savoia 1908)
- 2010/11 – Calcio Savoia (Calcio Savoia)
- 2011/12 – 2014/15 – AC Savoia 1908 (Associazione Calcio Savoia 1908)
- 2015/16 – 2016/17 – Oplonti Pro Savoia (Oplonti Pro Savoia)
- 2017/18 – Savoia 1908 (Savoia 1908)
- 2018/19 – 2020/21 – US Savoia 1908 (Unione Sportiva Savoia 1908)
- 2021/22 – FC Giugliano 1928 (Football Club Giugliano 1928)
- 2022/23 – AC Savoia 1908 (Associazione Calcio Savoia 1908)
- 2023/24 – Savoia 1908 SSD (Savoia 1908 Società Sportiva Dilettantistica)

## Získané trofeje

### Vyhrané domácí soutěže
- 4. italská liga ( 3x )

1937/38, 1964/65, 1969/70
- 5. italská liga ( 3x )

1989/90, 2013/14, 2017/18

## Účast v ligách
| Úroveň soutěže | Název soutěže (nynější název) | První hraná sezona | Poslední hraná sezona | celkem odehraných sezon |
| -------------- | ----------------------------- | ------------------ | --------------------- | ----------------------- |
| 1              | Serie A                       | 1920/21            | 1924/25               | 5                       |
| 2              | Serie B                       | 1927/28            | 1999/00               | 4                       |
| 3              | Serie C                       | 1926/27            | 2014/15               | 25                      |
| 4              | Serie D                       | 1951/52            | 2024/25               | 24                      |
| 5              | Eccellenza                    | 1982/83            | 2023/24               | 23                      |

## Trenéři

### Známí trenéři v klubu
- Riccardo Carapellese (1972–1973)
- Mario Trebbi (1979–1980, 1981–1982)